# Adrian Butrymowicz
Adrian Butrymowicz herbu Topór OSBM (ur. 13 czerwca 1750 roku – zm. 29 marca 1819 roku), duchowny greckokatolicki. W 1792 mianowany biskupem pomocniczym archieparchii kijowskiej i tytularnym biskupem Kalamy. W 1798 przeniesiony na eparchię brzeską (również jako biskup pomocniczy).